# Zębiełek wyżynny
Zębiełek wyżynny (Crocidura allex) – gatunek ssaka z rodziny ryjówkowatych (Soricidae). Występuje południowo-zachodniej Kenii i północnej Tanzanii na zboczach Kilimandżaro, w kraterze Ngorongoro i na wulkanie Meru. Zamieszkuje górskie łąki i bagna do wysokości 3500 m n.p.m. Gatunek ten jest zagrożony poprzez niszczenie środowiska, turystykę i rozszerzanie się gospodarstw rolnych.